# JP Sears
John Patrick Sears (Sumter, Carolina del Sur, 19 de febrero de 1996), más conocido como JP Sears, es un jugador profesional estadounidense de béisbol que se desempeña en la posición de lanzador en Athletics, equipo de las Grandes Ligas de Béisbol (MLB).

## Carrera
Sears hizo su debut en la MLB con el equipo New York Yankees, en el cual jugó una temporada (2022), después pasó a Athletics, donde lleva jugando tres temporadas.